# Andungbiru
Andungbiru is een bestuurslaag in het regentschap Probolinggo van de provincie Oost-Java, Indonesië. Andungbiru telt 4154 inwoners (volkstelling 2010).